# HD 187982
HD 187982，又名BD+24 3914，SAO 87840、HR 7573，是一颗恒星，视星等为5.57，位于銀經61.88，銀緯-1.04，其B1900.0坐标为赤經19h 47m 49.1s，赤緯+24° -1.04′ 7″。